# Giải bóng đá vô địch quốc gia Turkmenistan 1994
Giải bóng đá vô địch quốc gia Turkmenistan 1994 hay Ýokary Liga 1994 là mùa giải thứ ba của giải bóng đá chuyên nghiệp Turkmenistan.

## Kết quả cuối cùng
| Vị thứ | Đội bóng                       | St | T  | H | B  | BT-BB | Đ  |
| ------ | ------------------------------ | -- | -- | - | -- | ----- | -- |
| 1      | Köpetdag Aşgabat               | 18 | 15 | 1 | 2  | 56-11 | 31 |
| 2      | Nisa Aşgabat                   | 18 | 12 | 0 | 6  | 42-25 | 24 |
| 3      | Merw Mary                      | 18 | 7  | 6 | 5  | 22-18 | 20 |
| 4      | Babadayhan Babadayhansky Etrap | 18 | 8  | 3 | 7  | 21-17 | 19 |
| 5      | Hlopkovik Çärjew               | 18 | 8  | 2 | 8  | 14-25 | 18 |
| 6      | Büzmeýin                       | 18 | 6  | 5 | 7  | 21-23 | 17 |
| 7      | Nebitçi Nebitdag               | 18 | 7  | 2 | 9  | 24-31 | 16 |
| 8      | Turan Daşoguz                  | 18 | 7  | 2 | 9  | 21-30 | 16 |
| 9      | Şagadam Türkmenbaşy            | 18 | 7  | 1 | 10 | 15-24 | 15 |
| 10     | Lebap Çärjew                   | 18 | 1  | 2 | 15 | 8-40  | 4  |